# Vitray
Vitray – miejscowość i dawna gmina we Francji, w regionie Owernia-Rodan-Alpy, w departamencie Allier. W 2013 roku liczba ludności wynosiła 105 mieszkańców. 
W dniu 1 stycznia 2017 roku z połączenia dwóch ówczesnych gmin – Meaulne oraz Vitray – utworzono nową gminę Meaulne-Vitray. Siedzibą gminy została miejscowość Meaulne. 